# Fumiko Nakajō
Fumiko Nakajō (中城ふみ子, Nakajō Fumiko, nome real Noe Fumiko (野江富美子), 25 de novembro de 1922 em Obihiro, Hokkaido – 3 de agosto de 1954 em Sapporo) foi uma poeta de estilo tanka. Ela morreu aos 31 anos depois de uma vida turbulenta e uma batalha contra o câncer de mama — tudo gravado em suas poesias.

## Biografia
Fumiko Nakajō frequentou a Academia de Economia Doméstica de Tóquio (mais tarde Universidade Kasei-Gakuin de Tóquio) e estudou tanka com Ikeda Kikan (1896–1956), um estudioso de literatura japonesa. Casada em 1942, ela deu à luz quatro filhos antes de se divorciar. Diagnosticada com câncer de mama, ela foi submetida a mastectomias em 1952 e 1953. Pouco antes de sua morte em 1954, uma série de seus poemas foram impressos nas revistas Tanka kenkyū e Tanka com recomendação do escritor Yasunari Kawabata, e seu primeiro livro, a coleção Chibusa sōshitsu (乳房喪失, lit. "Perdendo meus seios"), foi publicado. Uma segunda coleção, Hana no genkei (花の原型, lit. "Um protótipo de flores"), apareceu postumamente. Muitos de seus poemas abordavam sua doença, e ela às vezes alterava a forma tanka para tornar seus textos mais expressivos.
Existem memoriais dedicados a ela no Templo Tokachi Gokoku, no Templo Obihiro, e no Salão Memorial do Centenário de Obihiro.

## Filme
Chibusa yo eien nare, que narra a história de Nakajo, foi dirigido pela atriz Kinuyo Tanaka e estrelado por Yumeji Tsukioka, Ryoji Hayama e Yoko Sugi. Foi lançado em preto e branco em 1955 pelo estúdio Nikkatsu.